# Zvārdes pagasts
Zvārdes pagasts er en territorial enhed i Saldus novads i Letland. Pagasten etableredes i 1993, havde 392 indbyggere i 2010 og omfatter et areal på 205,21 kvadratkilometer. Hovedbyen i pagasten er Striķi.